# Symfonie nr. 162
De Finse componist Leif Segerstam voltooide zijn Symfonie 162 in 2006.
Het werk vormde destijds het spiegelbeeld van Symfonie nr. 81. De subtitel Doubling the number for Bergen! verwijst ook naar die Symfonie nr. 81. Beide symfonieën zijn geschreven voor Bergen filharmoniske, een orkest waar Segerstam als dirigent soms leiding aan geeft. In het geval van deze symfonieën (en ook Symfonie nr. 181) was dat niet nodig. De stukken moet in basis gespeeld worden zonder dirigent. In het werk is een citaat te horen van Für Elise (rond de 10e minuut), maar dan houdt elke gelijkenis met de muziek van Ludwig van Beethoven op. De componist schreef de muziek als een soort verbeelding van waanzin en dan op de grens van uitbarstingen en sereniteit met dreigende ondertoon. Daarbij wordt dan verwezen naar Elise van Beethoven en Alice uit Through the Looking-Glass van Lewis Carroll.
De eerste uitvoering van dit onrustige werk vond plaats op 13 november 2008 door het Bergen filharmoniske in de Grieghallen te Bergen. De door Ondine uitgebrachte opname dateert ook van die datum.  
Segerstam schreef nr. 162 voor:
- 2 dwarsfluiten, 2 hobo's, 2 klarinetten, 2 fagotten
- 4 hoorns, 3 trompetten, 3 trombones, 1 tuba
- pauken, 3 man/vrouw percussie, 2 harpen, 2  piano's
- violen, altviolen, celli, contrabassen